# Steve Jobs
Steve Paul Jobs  (/ˈdʒɒbz/; 24 tháng 2 năm 1955 – 5 tháng 10 năm 2011) là doanh nhân và nhà sáng chế người Mỹ. Ông là đồng sáng lập viên, chủ tịch, và cựu tổng giám đốc điều hành của hãng Apple, là một trong những người có ảnh hưởng lớn nhất ở ngành công nghiệp vi tính. Trước đây ông từng là tổng giám đốc điều hành của xưởng phim hoạt hình Pixar; sau đó trở thành thành viên trong ban giám đốc của công ty Walt Disney năm 2006, sau khi Disney mua lại Pixar. Ông cũng là người điều hành sản xuất của bộ phim Toy Story (1995).
Cuối những năm 1970, Steve Jobs cùng nhà đồng sáng lập Apple với Steve Wozniak, Mike Markkula, và một số người khác cùng nhau thiết kế, phát triển và đưa ra thị trường một trong những dòng máy tính cá nhân thành công thương mại đầu tiên, dòng Apple II. Đầu những năm 1980, Jobs là một trong những người đầu tiên nhìn thấy tiềm năng thương mại của giao diện người dùng điều khiển đồ họa bằng cách sử dụng chuột dẫn đến việc ra đời Macintosh. Sau khi thất bại trong một cuộc đấu tranh quyền lực với ban giám đốc vào năm 1984, Jobs rút khỏi Apple và sáng lập NeXT, một công ty phát triển nền tảng máy tính chuyên về giáo dục và kinh doanh cao hơn. Việc Apple mua lại NeXT vào năm 1996 đã đưa Steve Jobs trở lại công ty mà ông là đồng sáng lập, sau đó làm việc ở đó trong vai trò tổng giám đốc điều hành từ năm 1997 cho đến năm 2011. Năm 1986, ông mua lại bộ phận đồ họa vi tính của công ty Lucasfilm, sau đó tách ra thành hãng phim hoạt hình Pixar. Ông vẫn là tổng giám đốc điều hành và cổ đông lớn với 50,1% cổ phần của Pixar cho đến khi được hãng Walt Disney mua lại vào năm 2006. Do đó Jobs trở thành cổ đông cá nhân lớn nhất nắm 7% cổ phần và là thành viên của Hội đồng quản trị của Disney.
Quá trình hoạt động kinh doanh của Steve Jobs đã đóng góp nhiều cho các hình ảnh biểu tượng mang phong cách riêng, nhà doanh nghiệp tiêu biểu của Thung lũng Silicon, nhấn mạnh tầm quan trọng của thiết kế và hiểu biết vai trò thiết yếu của tính thẩm mỹ trong việc thu hút công chúng. Công việc của ông thúc đẩy sự phát triển của các sản phẩm mà chức năng và tính thanh lịch của chúng đã thu hút những người ủng hộ hết mình.
Năm 2005, Steve Jobs tiết lộ rằng mình bị ung thư tuyến tụy.
Ngày 24 tháng 8 năm 2011, Steve Jobs tuyên bố từ chức tổng giám đốc điều hành của Apple. Trong thư từ chức, Jobs mạnh mẽ gửi gắm rằng Tim Cook là người kế nhiệm ông. Do yêu cầu này, Tim Cook được bổ nhiệm làm chủ tịch hội đồng quản trị của Apple. Ngày 5 tháng 10 năm 2011, Apple loan tin Steve Jobs đã qua đời ở tuổi 56.

## Thời thơ ấu

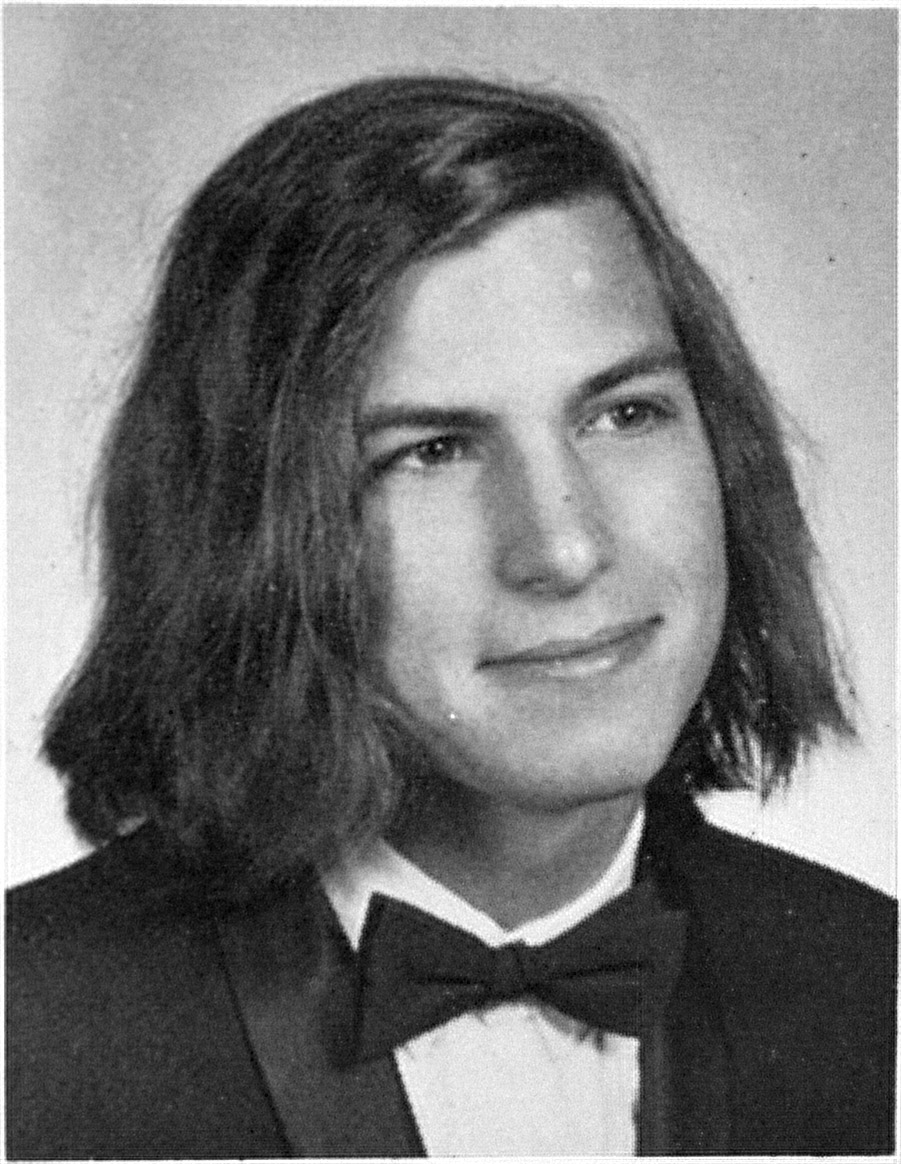
ㅤㅤㅤㅤㅤㅤ

### Khởi nghiệp với công ty máy tính Apple

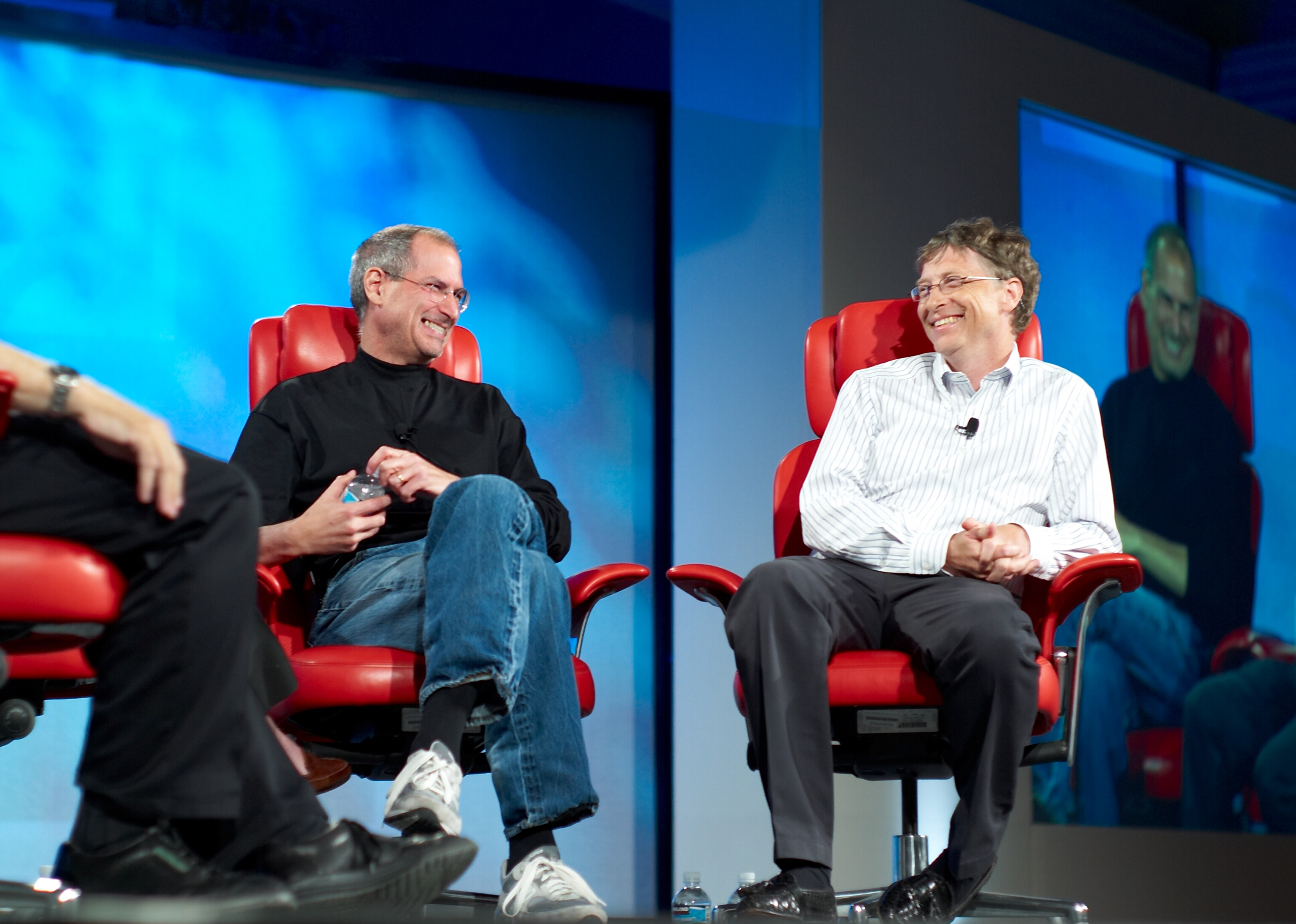
Steve Jobs và Bill Gates tại hội thảo D: All Things Digital (D5) năm 2007

### Công ty máy tính NeXT

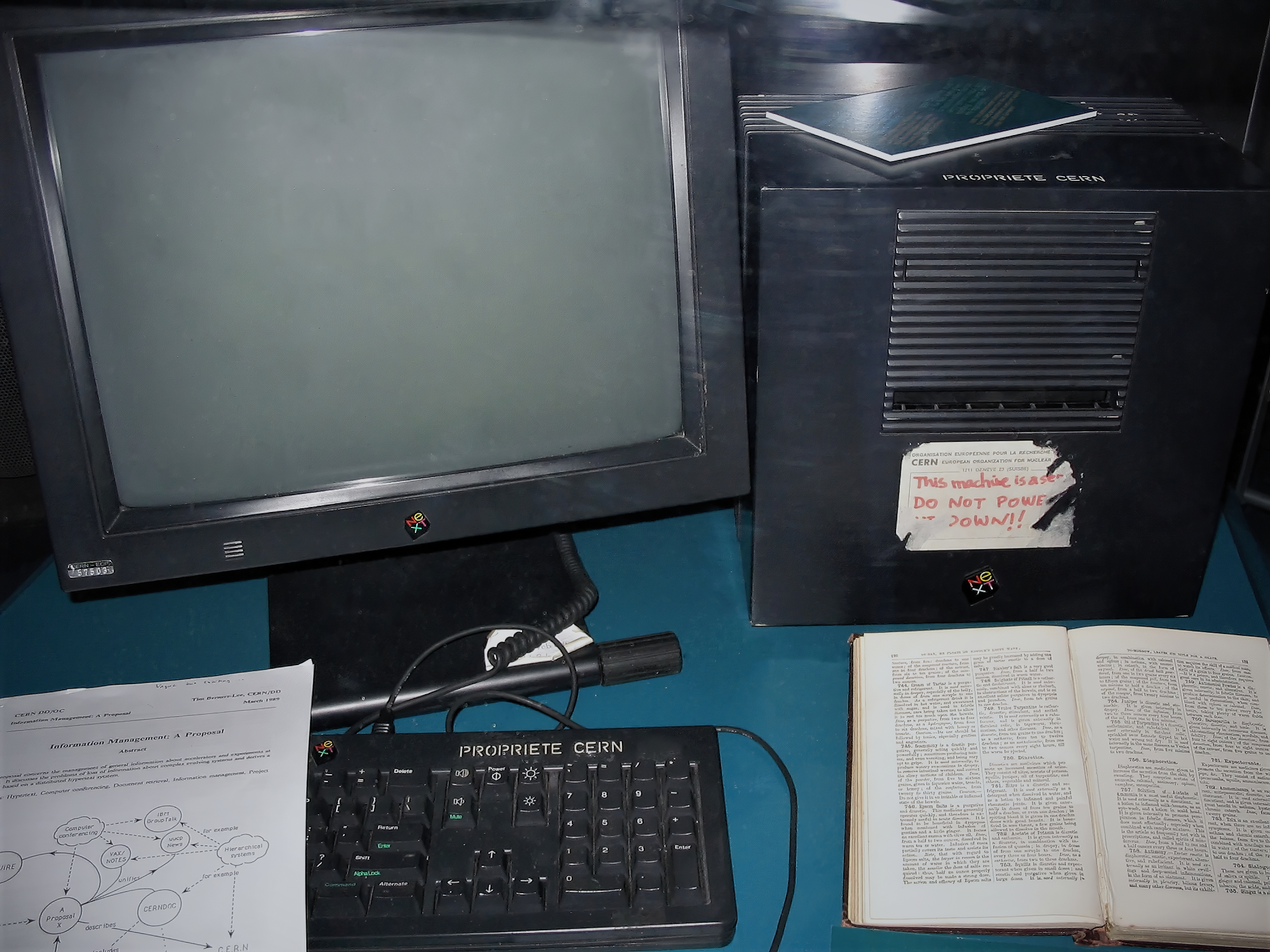
Chiếc máy tính NeXT mà nhà sáng tạo và chủ tịch World Wide Web Tim Berners-Lee sử dụng tại CERN đã trở thành máy chủ đầu tiên trên WWW.

### Trở lại Apple

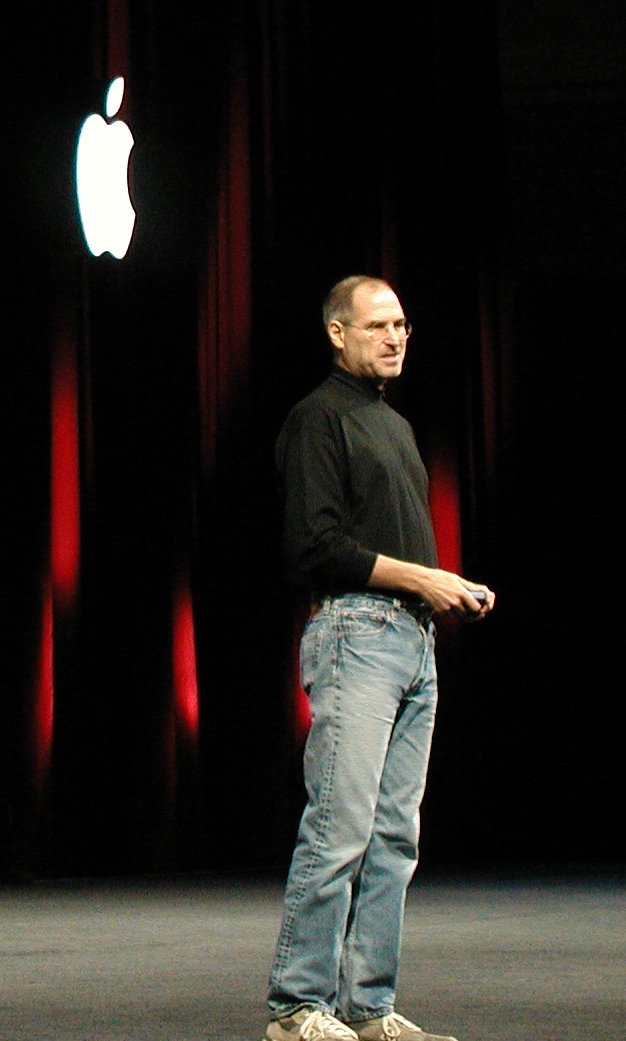
Jobs trên sân khấu tại Triển lãm và Hội thảo Macworld, San Francisco, 11 tháng 1 năm 2005.

### Tác phong quản lý

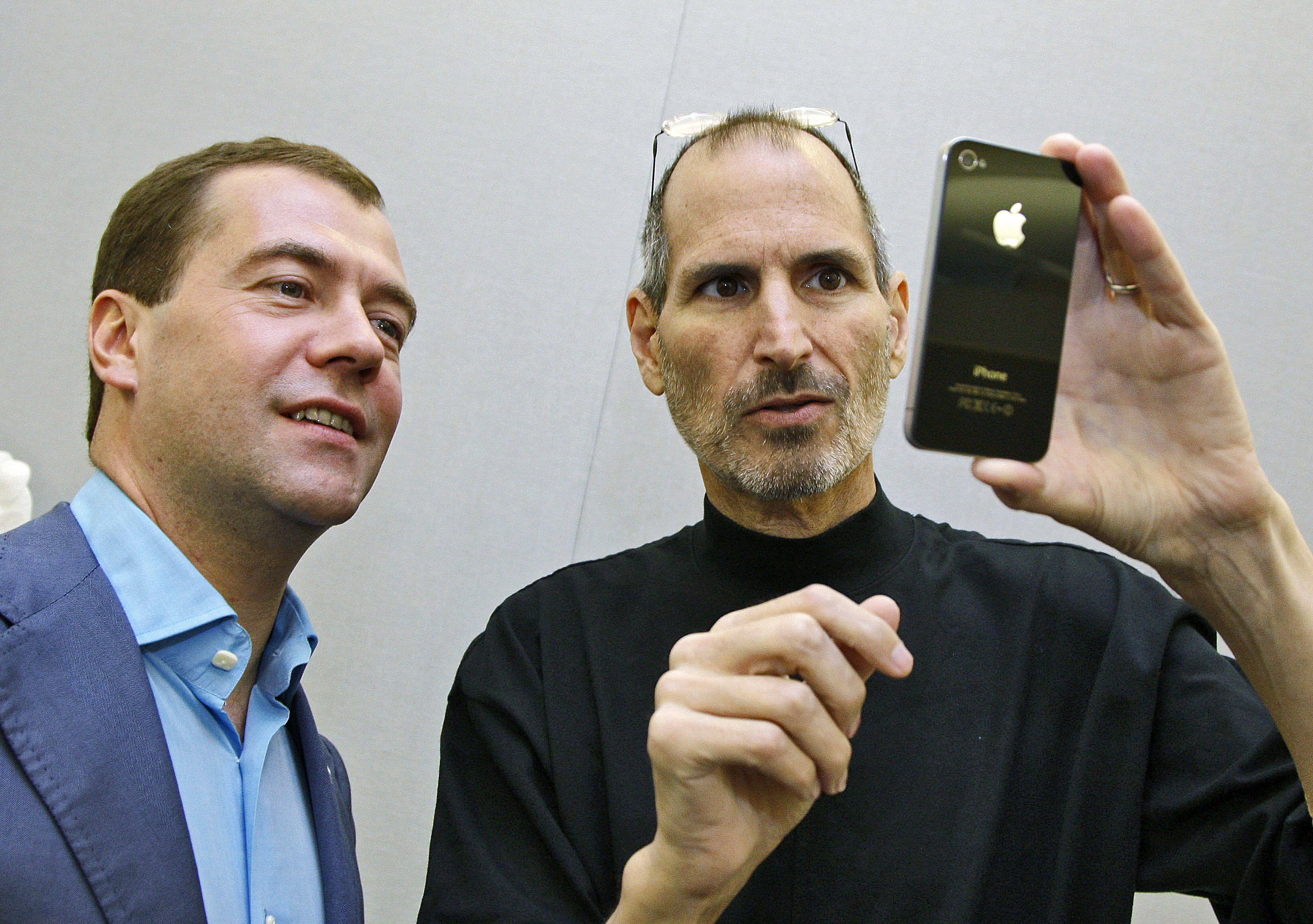
Jobs giới thiệu iPhone 4 cho Tổng thống Nga Dmitry Medvedev vào ngày 23 tháng 6 năm 2010.

### Sức khoẻ và qua đời

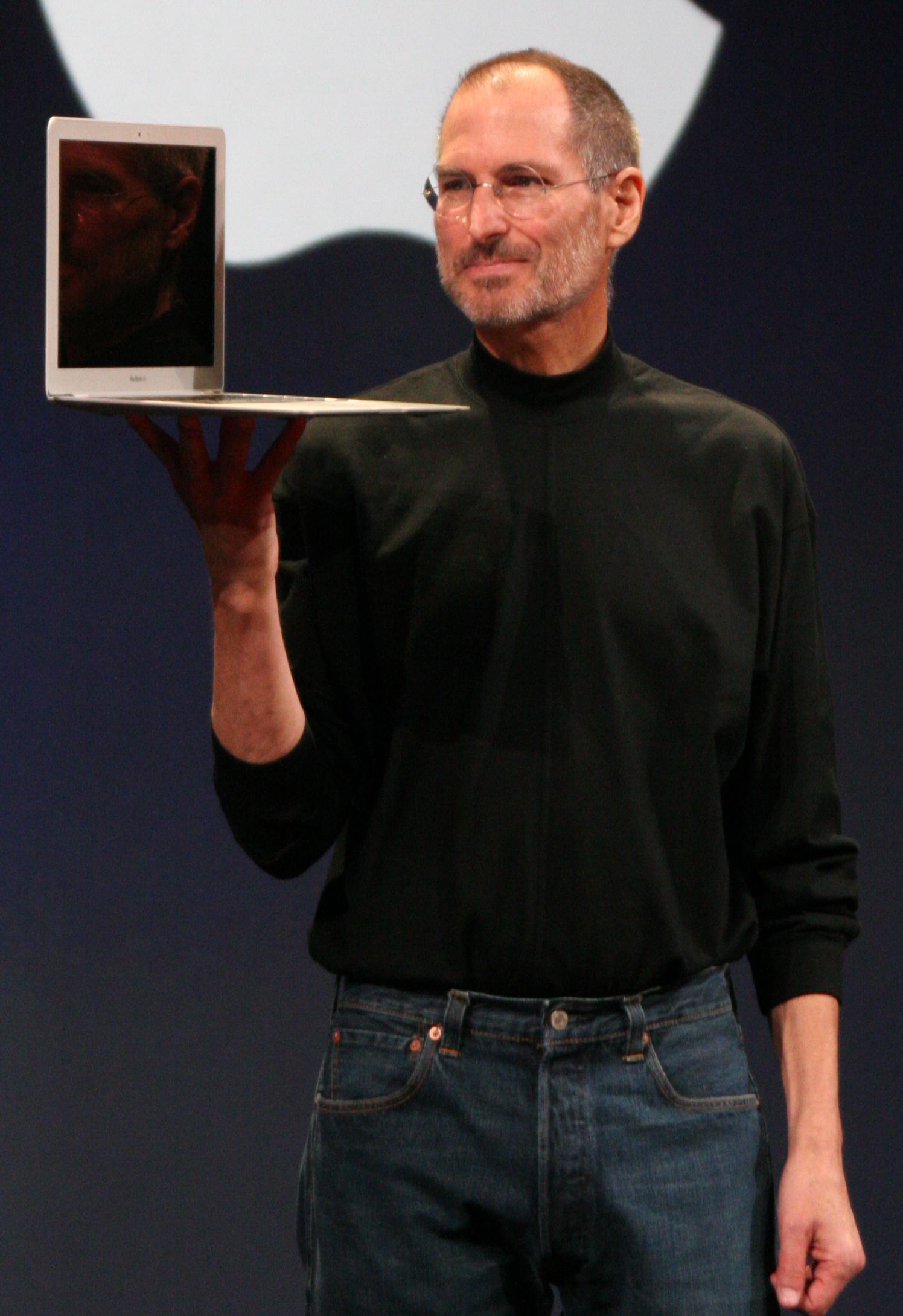
Jobs đang giữ chiếc laptop MacBook Air tại Triển lãm và Hội thảo Macworld 2008.

Ảnh chụp màn hình của Apple.com bày tỏ sự tôn kính Steve Jobs